# Saison 3 de Madam Secretary
Chronologie
Saison 2 Saison 4
Cet article présente le guide des épisodes de la troisième saison série télévisée américaine Madam Secretary.

## Généralités
- Aux États-Unis, la saison a été diffusée du 2 octobre 2016 au 21 mai 2017 sur le réseau CBS.
- Au Canada, la saison est diffusée en simultané sur le réseau Global, puis au printemps, le vendredi suivant.

## Distribution

### Acteurs principaux
- Téa Leoni (VF : Stéphanie Lafforgue) : Elizabeth Faulkner McCord
- Tim Daly (VF : Bruno Choël) : Henry McCord, mari d'Elizabeth
- Bebe Neuwirth (VF : Véronique Augereau) : Nadine Tolliver
- Željko Ivanek (VF : Hervé Bellon) : Russell Jackson
- Keith Carradine (VF : Edgar Givry) : le président Conrad Dalton
- Sebastian Arcelus (VF : Stéphane Ronchewski) : Jay Whitman
- Patina Miller (VF : Ingrid Donnadieu) : Daisy Grant
- Geoffrey Arend (VF : Philippe Bozo) : Matt Mahoney
- Erich Bergen (en) (VF : Pascal Nowak) : Blake Moran, assistant personnel d'Elizabeth
- Kathrine Herzer (VF : Emmylou Homs) : Alison McCord, fille cadette d'Elizabeth et d'Henry
- Wallis Currie-Wood (VF : Marie Tirmont) : Stephanie « Stevie » McCord, fille aînée d'Elizabeth et d'Henry
- Evan Roe (VF : Tom Trouffier) : Jason McCord, fils d'Elizabeth et d'Henry

### Acteurs récurrents et invités
- Carlos Gómez : Jose Campos[1]
- Morgan Freeman (VF : Benoît Allemane) : Chief Justice Frawley[2] (épisode 1)
- Jane Pauley (en) : elle-même[2] (épisode 1)
- Eric Stoltz : Will Adams, frère d'Elizabeth[3]
- Justin Baldoni : Kevin Park[4]

## Épisodes

### Épisode 1:Sauver le monde
- États-Unis /  Canada : 2 octobre 2016 sur CBS[5] / Global[6]
- Suisse : 17 août 2017 sur RTS Un
- Québec : 14 septembre 2017 sur Séries+
- France : 18 février 2018 sur Téva
- Belgique : 3 juin 2018 sur RTL-TVI

- États-Unis : 9,20 millions de téléspectateurs[7] (première diffusion)
- Canada : 1,341 million de téléspectateurs[8] (première diffusion + différé 7 jours)

- Carlos Gómez (Jose Campos)
- Kobi Libii (Oliver Shaw)
- Morgan Freeman (Chief Justice Wilbourne)
- Kristolyn Lloyd (Jessica Fields)
- J.C. Mackenzie (Gouverneur Sam Evans)
- Jane Pauley (elle-même)
- Brian Reddy (Julius Burton)
- Julian Gavilanes (Enseigne Sean Kelley)
- Mousa Kraish (Zuhair Mossadek, Ministre tunisien des affaires étrangères)
- Scott Sheldon (Louis)
- Cathleen Trigg (Journaliste)
- Mario Bosquez (Commentateur)
- Johari Nandi (Infirmière)
- Jonathan David (Docteur)
- Florrie Bagel (Femme avec bébé)
- Bridget Ann White (Hôte)
- Phil McGlaston (Expert)
- Anthony Sagaria (Jeune homme #1)
- Zane Phillips (Jeune homme #2)
- Merritt Janson (Modérateur)

### Épisode 2:Haute trahison
- États-Unis /  Canada : 16 octobre 2016 sur CBS / Global
- Suisse : 17 août 2017 sur RTS Un
- Québec : 21 septembre 2017 sur Séries+
- France : 18 février 2018 sur Téva
- Belgique : 3 juin 2018 sur RTL-TVI

- États-Unis : 9,10 millions de téléspectateurs[9] (première diffusion)
- Canada : 1,363 million de téléspectateurs[10] (première diffusion + différé 7 jours)

- Johanna Day (Amiral Ellen Hill)
- Carlos Gómez (Jose Campos)
- Michael Boatman (Directeur du FBI Keith Doherty)
- Dakin Matthews (Ambassadeur Roy Curtis)
- Pippa Pearthree (Mary Curtis)
- Matt Meinsen (DS Agent Matt)
- Marshall Manesh (Président Aman Haddad)
- Arthur Darbinyan (Général Mourad Cherat)
- Nazanin Nour (Salima Tengour)
- Jason Michael Evans (Agent Alex du département d'État)
- Rashad Edwards (Agent Todd du département d'État)
- Brandon Morris (Commandant du SWAT)
- Sean Phillips (Agent du SWAT #1)
- Dennis Kozee (Agent du SWAT #2)
- Mandela Bellamy (Professeur)
- Noam Harary (Combattant terroriste)

### Épisode 3:Les Pandas diplomatiques
- États-Unis /  Canada : 23 octobre 2016 sur CBS / Global
- Suisse : 24 août 2017 sur RTS Un
- Québec : 28 septembre 2017 sur Séries+
- France : 18 février 2018 sur Téva

- États-Unis : 9,04 millions de téléspectateurs[11] (première diffusion)
- Canada : 1,22 million de téléspectateurs[12] (première diffusion + différé 7 jours)

- Francis Jue (Ministre Chen)
- Johanna Day (Amiral Ellen Hill)
- Carlos Gómez (Jose Campos)
- Jordan Lage (Général Kohl)
- Justine Lupe (Capitaine Ronnie Baker)
- David Furr (Agent Dan Santangelo)
- Ping Wu (President Vietnamien Nguyen Van Lanh)
- Thom Sesma (Tran Chi Duc, Ministre vietnamien des affaires étrangères)
- Madeleine Rogers (Becca Mason)
- Naomi Lorrain (Rachel)
- Jordan Geiger (James)
- Geoffrey Cantor (Tom Murphy)
- Julian Elijah Martinez (Technicien Radar)
- Drew McVety (Capitaine)

### Épisode 4:Élections sous tension
- États-Unis /  Canada : 30 octobre 2016 sur CBS / Global
- Suisse : 24 août 2017 sur RTS Un
- Québec : 5 octobre 2017 sur Séries+
- France : 25 février 2018 sur Téva

- États-Unis : 7,91 millions de téléspectateurs[13] (première diffusion)

- Carlos Gómez (Jose Campos)
- Christopher O'Shea (Jareth Glover)
- J.C. Mackenzie (Gouverneur Sam Evans)
- Tonya Pinkins (Susan Thompson)
- Harold Surratt (Président angolais Damiano Bestilo)
- Linara Washington (Bertilde Kalanga)
- Lyne Renée (Cecile Zaman)
- Katarina Morhacova (Marine Bourget)
- Wendell B. Franklin (Agent de la DEA Steve Tanner)
- Charles Socarides (Scott Goodman)
- James Brown (lui-même)
- Souleymane Sy Savane (Agent Antoine de Sevres)
- Lolita Foster (Reporter)
- Brian Reddy (Julius Burton)

### Épisode 5:Espion contre espion
- États-Unis /  Canada : 6 novembre 2016 sur CBS / Global
- Suisse : 31 août 2017 sur RTS Un
- Québec : 12 octobre 2017 sur Séries+
- France : 25 février 2018 sur Téva

- États-Unis : 8,24 millions de téléspectateurs[14] (première diffusion)
- Canada : 1,151 million de téléspectateurs[15] (première diffusion + différé 7 jours)

- Tony Plana (Amiral Ed Parker)
- Carlos Gómez (Jose Campos)
- Mandy Gonzalez (Lucy Knox)
- Justine Lupe (Capitaine Ronnie Baker)
- David Furr (Agent Dan Santangelo)
- Davis Hall (Jean-Claude Dubois, Ministre français des affaires étrangères)
- Brian Reddy (Julius Burton)
- Christopher Innvar (Rob Scott)
- Willie C. Carpenter (Kenneth Foley)
- Juan Carlos Hernandez (Diego Molina)
- Yaegel T. Welch (Agent du FBI #1)
- Patrick Boll (Agent du FBI #2)
- Lyne Renée (Cecile Zaman)
- Francis Dumaurier (Léon Perrin, Président de la République Française)

### Épisode 6:Terreur et préjugés
- États-Unis /  Canada : 13 novembre 2016 sur CBS / Global
- Suisse : 31 août 2017 sur RTS Un
- Québec : 19 octobre 2017 sur Séries+
- France : 4 mars 2018 sur Téva

- États-Unis : 9,26 millions de téléspectateurs[16] (première diffusion)
- Canada : 1,211 million de téléspectateurs[17] (première diffusion + différé 7 jours)

- Mandy Gonzalez (Lucy Knox)
- Chris Petrovski (Dmitri Petrov)
- Masha King (Talia Petrov)
- Amos Wolff (Justin Braun)
- Allison Daugherty (Victoria Butler)
- J.C. Mackenzie (Gouverneur Sam Evans)
- Michael Potts (Fred Reynolds)
- Ahmad Maksoud (Atif Al-Mutaya)
- Nuah Ozryel (Prince Asim)
- Ty Jones (Agent du FBI Paul Ross)
- Laith Nakli (Ministre Kasib Hajar)
- Mandi Masden (Deena)
- Gil Perez-Abraham (Jaime)
- Jimmy Nicholas (Barista)
- Nellie Campbell (Cara Butler)
- David Hess (Richard)
- Kenya Brome (Keira Peters)
- Socorro Santiago (Femme)
- Leopold Manswell (Bailiff)
- Mario Bosquez (Journaliste)
- Tom White (Brent)
- Bianca Laverne Jones (Maya)
- Connor Bond (Frère #1)
- Nick Shea (Frère #2)
- Brian Lee Huynh (Reporter #1)
- Cathleen Trigg (Journaliste)
- Naheed Khan (Raima Mahoney)
- Mlé Chester (Reporter #2)
- Michael Zlabinger (Reporter #3)

### Épisode 7:Séisme politique
- États-Unis /  Canada : 20 novembre 2016 sur CBS / Global
- Suisse : 7 septembre 2017 sur RTS Un
- Québec : 26 octobre 2017 sur Séries+
- France : 4 mars 2018 sur Téva

- États-Unis : 10,43 millions de téléspectateurs[18] (première diffusion)
- Canada : 1,258 million de téléspectateurs[19] (première diffusion + différé 7 jours)

- Eric Stoltz (Will Adams)
- Johanna Day (Amiral Ellen Hill)
- Carlos Gómez (Jose Campos)
- Clifton Davis (Ephraim Ware)
- Tara Summers (Sophie Adams)
- Cameron Seely (Annie Adams)
- Augie Murphy (Elizabeth Adams (Age 15))
- Tanner Flood (Will Adams (Age 13))
- Anastasia Barzee (Suzanne Adams)
- Stephen Barker Turner (Ben Adams)
- J.C. Mackenzie (Gouverneur Sam Evans)
- Michael Potts (Fred Reynolds)
- Alejandro Hernandez (Francisco Suarez Jr.)
- Lisa Banes (Arabelle Marsh)
- Michael Kostroff (Ambassadeur Chuck Willis)
- Vince Oddo (Docteur)
- Samuel Gomez (Gangster)
- Jennifer Lee Crowl (Assistant)
- Ezra Knight (Officiel du département de la Défense)
- Bryonha Marie Parham (Professeur)
- Cat Andersen (Journaliste
- Carolina Bermudez (Journaliste Vénézuélien)
- Kyle Vincent Terry (Soldat)

### Épisode 8:Course à la présidentielle
- États-Unis /  Canada : 27 novembre 2016 sur CBS / Global
- Suisse : 7 septembre 2017 sur RTS Un
- Québec : 2 novembre 2017 sur Séries+
- France : 11 mars 2018 sur Téva

- États-Unis : 8,97 millions de téléspectateurs[20] (première diffusion)
- Canada : 1,08 million de téléspectateurs[21] (première diffusion + différé 7 jours)

- Tony Plana (Amiral Ed Parker)
- Kevin Rahm (Michael "Mike B" Barnow)
- Sam Daly (Win Barrington)
- Rene Auberjonois (Walter Nowack)
- Nick Gracer (Ambassadeur russe Zinchenko)
- J.C. Mackenzie (Gouverneur Sam Evans)
- Michael Potts (Fred Reynolds)
- Charl Brown (Todd)
- David Pegram (Technicien)
- Olga Merediz (Députée Elle Vazquez)
- Rosalyn Coleman (Députée May Everton)
- Adam Green (Député Adam Finley)
- Cat Andersen (Présentateur TV)
- Patrick Cummings (Marine #2)
- Samuel Ray Gates (Inspecteur en Chef)
- Tom White (Panelist (Brent)
- Duarte Geraldino (John)
- Damon Owlia (Soldat iranien #1)
- Bardia Salimi (Soldat iranien #2)

### Épisode 9:Les Règles du jeu
- États-Unis /  Canada : 11 décembre 2016 sur CBS / Global
- Suisse : 14 septembre 2017 sur RTS Un
- Québec : 9 novembre 2017 sur Séries+
- France : 11 mars 2018 sur Téva

- États-Unis : 7,82 millions de téléspectateurs[22] (première diffusion)
- Canada : 1,139 million de téléspectateurs[23] (première diffusion + différé 7 jours)

- Clifton Davis (Ephraim Ware)
- Johnana Day (Amiral Ellen Hill)
- Rene Auberjonois (Walter Nowack)
- J.C. Mackenzie (Gouverneur Sam Evans)
- David Wohl (Ambassadeur israélien Lior Dori)
- Sandra Daley (Adele Steele)
- Michael Bradley Cohen (Étudiant)
- Michael Cerveris (Député Jeff Pearson)
- Carole Raphaelle Davis (Monique Beauvais, Ministre française des affaires étrangères)
- Dariush Kashani (Tousi, Ministre iranien des affaires étrangères)
- Jon Lieberman (Journaliste)
- Monna Sabouri (Interprète)
- Val Rich (Agent de l'immigration russe)
- Dean Alai (Physicien Iranien #1)
- Kapil Bawa (Physicien Iranien #2)
- Mershad Torabi (Physicien Iranien #3)
- Jason Liebman (Commando Israélien #1)
- Sergio Delavicci (Commando Israélien #2)
- Joey Parsons (Joey Parsons)
- Tommar Wilson (D.J.)

### Épisode 10:Le Rêve impossible
- États-Unis /  Canada : 18 décembre 2016 sur CBS / Global
- Suisse : 14 septembre 2017 sur RTS Un
- Québec : 16 novembre 2017 sur Séries+
- France : 18 mars 2018 sur Téva

- États-Unis : 9,05 millions de téléspectateurs[24] (première diffusion)
- Canada : 1,193 million de téléspectateurs[25] (première diffusion + différé 7 jours)

- Clifton Davis (Ephraim Ware)
- Johnana Day (Amiral Ellen Hill)
- Tony Plana (Amiral Ed Parker)
- Mandy Gonzalez (Lucy Knox)
- Jordan Lage (General Kohl)
- John Ellison Conlee (Shane McCord)
- Emelyn Daly (Sarah McCord)
- Nilaja Sun (Juliet)
- David Wohl (Ambassadeur israélien Lior Dori)
- Sandra Daley (Adele Steele)
- Linda Emond (Carol Jackson)
- Karen Pittman (Taylor Wilson)
- J.C. Mackenzie (Gouverneur Sam Evans)
- Houshang Touzie (Président Najid Shiraz)
- Stephen Singer (Premier Ministre Israélien Aaronson)
- Kent Shocknek (Journaliste)
- Linda Gravatt (Infirmière Joanne)
- Matt Ban (Medecin #1)
- Chris Carlock (Medecin #2)
- Ralph Adriel 'Johnson)
- Fajer Kaisi (Terroriste du Hezbollah #1)
- Keith Pillow (Premier Maître Pinkus)
- David Cantor (Ministre israélien de la Défense Weissberg)

### Épisode 11:Les Trophées de la victoire
- États-Unis /  Canada : 8 janvier 2017 sur CBS / Global
- Suisse : 21 septembre 2017 sur RTS Un
- Québec : 23 novembre 2017 sur Séries+
- France : 18 mars 2018 sur Téva

- États-Unis : 9 millions de téléspectateurs[26] (première diffusion)
- Canada : 1,216 million de téléspectateurs[27] (première diffusion + différé 7 jours)

- Francis Jue (Ministre chinois des affaires étrangères Chen)
- Christopher O'Shea (Jareth Glover)
- J.C. Mackenzie (Gouverneur Sam Evans)
- Sandra Daley (Adele Steele)
- Reed Birney (Roland Hobbs)
- Armand Schultz (Alex Jones)
- Kent Shocknek (Journaliste #1)
- Peterson Townsend (Agent Dinovera de la CIA)
- Marcus Ho (Agent Sternwig de la CIA)
- Keone Young (Ministre Byambyn Sendoo)
- Samaria Nixon-Fleming (Passager)
- Tony Crane (Nick Unterberger)
- Sean Meehan (Warren Lee)
- Brooke Thomas (Journaliste #2)

### Épisode 12:L'Escale
- États-Unis /  Canada : 15 janvier 2017 sur CBS / Global
- Suisse : 21 septembre 2017 sur RTS Un
- Québec : 30 novembre 2017 sur Séries+
- France : 25 mars 2018 sur Téva

- États-Unis : 7,54 millions de téléspectateurs[28] (première diffusion)
- Canada : 1,331 million de téléspectateurs[29] (première diffusion + différé 7 jours)

- Francis Jue (Ministre Chen)
- Matt Meinsen (Agent Matt du département d'État)
- Roslyn Ruff (Marguerite Sanchez)
- Tonya Pinkins (Susan Thompson)
- James McCaffrey (Rex Mayfield)
- Jeremy Rishe (Ethan Welsch)
- Arian Moayed (Mohammed « Mo » Alwash)
- Obba Babatunde (Président Silvanus Fabre)
- Avery Glymph (Agent Clark Stokes du FBI)
- Gregory Jones (Agent Owen Wendt du FBI)
- Walter Brandes (Ted)
- Irene Sofia Lucio (Pilar)
- Jason Kaufman (Commandant)
- Christine Toy Johnson (Kathy Akimoto)
- Michael Bakkensen (Darren Taylor)
- Eva Kaminsky (Jenny Bach)
- Afemo Omilami (Président Babacar Diome)
- Claire Simba (Justine)
- James Joseph O'Neil (Colonel McKay)
- Stephen Lee Anderson (Capitaine)
- Justin L. Wilson (Nathan Hobson)

### Épisode 13:L'Esprit de la paix
- États-Unis : 29 janvier 2017 sur CBS
- Canada : 30 janvier 2017 sur Global
- Suisse : 28 septembre 2017 sur RTS Un
- Québec : 7 décembre 2017 sur Séries+
- France : 25 mars 2018 sur Téva

- États-Unis : 8,71 millions de téléspectateurs[30] (première diffusion)

- Clifton Davis (Ephraim Ware)
- Houshang Touzie (Président Najid Shiraz)
- Stephen Singer (Premier Ministre israélien Aaronson)
- Stephanie J. Block (Abby Whitman)
- Justin Baldoni (Kevin Park)
- Omid Abtahi (Minister adjoint Amin Hamadani)
- Erick Lochtefeld (Rabbi Amos Lowenthal)
- Kadia Saraf (Interviewer)
- Dana Ivey (Nelly Conlon)
- Brad Oscar (Victor Boseman)
- Ben Jeffrey (Lev Posner)
- Arian Moayed (Mohammed « Mo » Alwash)
- Darren Pettie (Ian Conroy)
- Justin L. Wilson (Nathan Hobson)

### Épisode 14:Amour, mariage et gouvernement
- États-Unis : 5 mars 2017 sur CBS
- Canada : 10 mars 2017 sur Global
- Suisse : 28 septembre 2017 sur RTS Un
- Québec : 14 décembre 2017 sur Séries+
- France : 1er avril 2018 sur Téva

- États-Unis : 7,44 millions de téléspectateurs[31] (première diffusion)

- Mandy Gonzalez (Lucy Knox)
- Stephanie J. Block (Abby Whitman)
- Justin Baldoni (Kevin Park)
- Arian Moayed (Mohammed « Mo » Alwash)
- Darren Pettie (Ian Conroy)
- E. J. Bonilla (Juan-Luis Moreno)
- Yvette Gonzalez-Nacer (Soledad Penagos)
- Luna Velez (Président Natalia Moreno)
- Julio Oscar Mechoso (Mateo Penagos)
- Paul Calderon (Ministre Albert Rojas)
- Patch Darragh (Scott)
- Matt DeAngelis (Lance)
- Andrew Garman (Wayne)
- Chagmion Antoine (Journaliste)
- Andy Lucien (Reporter)
- Will Watkins (Agent du FBI)
- PJ Adzima (Samuel)

### Épisode 15:Négociations sur le ring
- États-Unis : 12 mars 2017 sur CBS
- Canada : 17 mars 2017 sur Global
- Suisse : 5 octobre 2017 sur RTS Un
- Québec : 21 décembre 2017 sur Séries+
- France : 1er avril 2018 sur Téva

- États-Unis : 8,23 millions de téléspectateurs[32] (première diffusion)

- Clifton Davis (Ephraim Ware)
- Mandy Gonzalez (Lucy Knox)
- Mike Pniewski (Gordon Becker)
- Michael Gaston (Hugh Haymond, Directeur de la CIA)
- Ralph Byers (Général Kelsey Reeves)
- Arian Moayed (Mohammed « Mo » Alwash)
- Darren Pettie (Ian Conroy)
- Joel de la Fuente (Président Datu Andrada)
- Nicole Shalhoub (Dendera Antar)
- Jojo Gonzalez (Général Ramon Purisma)
- Martha Millan (Leah Montejo)
- Janelle Velasquez (Assistant)
- Andrew Garman (Wayne)
- Leopold Lowe (Agent du FBI)
- Tyler Bunch (VFF Member #1)

### Épisode 16:Désaccord climatique
- États-Unis : 19 mars 2017 sur CBS
- Canada : 24 mars 2017 sur Global
- Suisse : 5 octobre 2017 sur RTS Un
- Québec : 28 décembre 2017 sur Séries+
- France : 8 avril 2018 sur Téva

- États-Unis : 7,62 millions de téléspectateurs[33] (première diffusion)

- Mandy Gonzalez (Lucy Knox)
- Francis Jue Ministre Chen)
- Sarita Choudhury (Premier Ministre Jaya Verma)
- Stephanie J. Block (Abby Whitman)
- Jan Maxwell (Vice-Président Teresa Hurst)
- Roslyn Ruff (Marguerite Sanchez)
- Arian Moayed (Mohammed "Mo" Alwash)
- Darren Pettie (Ian Conroy)
- Patrick Page (Révérend Slattery)
- Clyde Kusatsu (Choden Gyatso)
- Sanjit De Silva (Ben Hajianpour)
- Nelson Lee (Geshe Tashi)
- Gibson Frazier (Senateur Chandler Morton)
- Tina Chilip (Sonam Bhuti)
- David Shih (Yonten Bhuti)
- Agnes Chung (Commentateur)
- Losang Samten (Rinpoche)
- Mel Maghuyop (Monk)
- Marlie Hall (Journaliste)

### Épisode 17:La Taupe
- États-Unis : 26 mars 2017 sur CBS
- Canada : 31 mars 2017 sur Global
- Suisse : 12 octobre 2017 sur RTS Un
- Québec : 4 janvier 2018 sur Séries+
- France : 8 avril 2018 sur Téva

- États-Unis : 8,77 millions de téléspectateurs[34] (première diffusion)

- Justine Lupe (Capitaine Ronnie Baker)
- Mandy Gonzalez (Lucy Knox)
- Mike Pniewski (Gordon Becker)
- Michael Gaston (Directeur Hugh Haymond)
- Jordan Lage (Général Kohl)
- Michael Boatman (Directeur Keith Doherty)
- John Bolton (Procureur général Nolan)
- Arian Moayed (Mohammed « Mo » Alwash)
- Darren Pettie (Ian Conroy)
- Matt Meinsen (Agent Matt du département d'État)
- Michael Mulheren (en) (Barry Milken)
- Enrico Colantoni (Jim Fox)
- Carmen M. Herlihy (Gwen White)
- Ron Nakahara (Ambassadeur Nguyen Dang)
- Tom Patrick Stephens (Team Leader)
- Will Cobbs (DS Officer)
- Bowman Wright (Agent du FBI #1)
- Gregory Jones (Agent Owen Wendt)
- Andy Lucien (Reporter #1)
- Joey Parsons (Reporter #2)
- Grayson Powell (Milicien #1)
- Ryan Andes (MMilicien #2)

### Épisode 18:Otages
- États-Unis : 9 avril 2017 sur CBS
- Canada : 14 avril 2017 sur Global
- Suisse : 12 octobre 2017 sur RTS Un
- Québec : 11 janvier 2018 sur Séries+
- France : 15 avril 2018 sur Téva

- États-Unis : 7,58 millions de téléspectateurs[35] (première diffusion)

- Justine Lupe (Capitaine Ronnie Baker)
- Michael Boatman (Directeur Keith Doherty)
- Roslyn Ruff (Marguerite Sanchez)
- Arian Moayed (Mohammed « Mo » Alwash)
- Darren Pettie (Ian Conroy)
- Julia Schlaepfer (Ashley Whittaker)
- Cady Huffman (Jeri Whittaker)
- Delia Cunningham (Lara Cramer)
- Cindy Katz (Cindy Katz)
- Gordon Winarick (Thad Newton)
- Celia Au (Anya Kahovec)
- Rob Yang (Président Kenatbek Nogoyev)
- Natalie Kim (Traducteur)
- Ted Sutherland (Bryce)
- Duarte Geraldino (Reporter)
- Andy Lucien (Reporter #1)
- Joey Parsonss (Reporter #2)
- Kenya Brome (Kiera Peters)

### Épisode 19:Trafiquants d'âmes
- États-Unis : 23 avril 2017 sur CBS
- Canada : 28 avril 2017 sur Global
- Suisse : 19 octobre 2017 sur RTS Un
- Québec : 18 janvier 2018 sur Séries+
- France : 15 avril 2018 sur Téva

- États-Unis : 7,87 millions de téléspectateurs[36] (première diffusion)

- Clifton Davis (Ephraim Ware)
- Justine Lupe (Capitaine Ronnie Baker)
- Mandy Gonzalez (Lucy Knox)
- Michael Boatman (Directeur Keith Doherty)
- Roslyn Ruff (Marguerite Sanchez)
- Jason Bowen (Anis Musse)
- John Cullum (Senateur Beau Carpenter)
- Elya Baskin (Dito Pirosmani)
- Brandon Marianne Lee (Journaliste)
- Jeremy Davidson (Daryl Brennan)
- Matt DeAngelis (Lance Abbott)
- Patrick Page (Révérend Slattery)
- Arian Moayed (Mohammed "Mo" Alwash)
- Ayman Samman (Leader)

### Épisode 20:L'Enlèvement
- États-Unis : 30 avril 2017 sur CBS
- Canada : 5 mai 2017 sur Global
- Suisse : 19 octobre 2017 sur RTS Un
- Québec : 25 janvier 2018 sur Séries+
- France : 22 avril 2018 sur Téva

- États-Unis : 7,88 millions de téléspectateurs[37] (première diffusion)

- Clifton Davis (Ephraim Ware)
- Tony Plana (Amiral Ed Parker)
- Michael Gaston (Directeur Hugh Haymond)
- Michael Boatman (Directeur Keith Doherty)
- Roslyn Ruff (Marguerite Sanchez)
- Stephanie J. Block (Abby Whitman)
- Elya Baskin (Dito Pirosmani)
- Jeremy Davidson (Daryl Brennan)
- Arian Moayed (Mohammed « Mo » Alwash)
- Mark Ivanir (Timur Soroka)
- Elwin Cuevas (Geo #4)
- Purva Bedi (Ms. Alvarez)
- Pascal Yen-Pfister (Agent #1)
- Yelena Shumulenson (Agent #2)
- James Michael Reilly (Agent du FBI)
- Stanton Nash (Officier)
- Victor Joel Ortiz (Chef d'Équipe)

### Épisode 21:Les Hommes du septième étage
- États-Unis : 7 mai 2017 sur CBS
- Canada : 12 mai 2017 sur Global
- Suisse : 26 octobre 2017 sur RTS Un
- Québec : 1er février 2018 sur Séries+
- France : 22 avril 2018 sur Téva

- États-Unis : 7,58 millions de téléspectateurs[38] (première diffusion)

- Clifton Davis (Ephraim Ware)
- Kevin Rahm (Michael "Mike B" Barnow)
- Francis Jue (Ministre Chen)
- Michael Boatman (Directeur Keith Doherty)
- Skipp Sudduth (Peter Harriman)
- Deidre Goodwin (Jessica Moore)
- Flor De Liz Perez (Sofia Perez)
- Justin Mark (Jordan)
- Betsy Aidem (Nancy Mitchell)
- Jeff McCarthy (Don Mitchell)
- Zoe Winters (Claire Mitchell)
- Michael X. Martin (Bill Freundlich)
- Wayne W. Pretlow (Keith)
- Carol F. Brown (Megan)
- Kit Flanagan (Pam)
- Leon Addison Brown (Tayeb Elkashief)
- John Procaccino (Député Lee Baskin)
- Ian Lyons (Colin Mitchell)

### Épisode 22:Le Drône de la mort
- États-Unis : 14 mai 2017 sur CBS
- Canada : 19 mai 2017 sur Global
- Suisse : 26 octobre 2017 sur RTS Un
- Québec : 8 février 2018 sur Séries+
- France : 29 avril 2018 sur Téva

- États-Unis : 7,83 millions de téléspectateurs[39] (première diffusion)

- Tony Plana (Amiral Ed Parker)
- Clifton Davis (Ephraim Ware)
- Kobi Libii (Oliver Shaw)
- Mandy Gonzalez (Lucy Knox)
- Patrick Page (Révérend Slattery)
- Matt DeAngelis (Lance Abbott)
- Arian Moayed (Mohammed « Mo » Maloof)
- Stephen Singer (Premier Ministre Aaronson)
- Sandra Daley (Adele Steele)
- Nicholas Guest (en) (Président Salnikov)
- Ayman Samman (Hamid Nasser)
- Bill Nabel (Dr Bill Zanner)
- Ryan P. Shrime (Ramjin Azizi)
- Louis Sallan (Traducteur)
- Michael Benyaer (Président Bassam Sayedd)
- Rafael Poueriet ( Soldat HAZMAT)
- Brad Fraizer (Commandant des SEAL)
- Roe Hartrampf (Trevor Kingston)
- Kecia Lewis (Ms. Morales)
- Nozipho Mclean (Aide)
- Rocco Sisto (Ministre de la Défense Renaldo Bellucci)
- Alessandro Colla (Ouvrier de maintenance)
- Nick Varricchio (Ingénieur du bâtiment #1)
- Giacomo Rocchini (Ingénieur du bâtiment #2)

### Épisode 23:L'Entente secrète
- États-Unis : 21 mai 2017 sur CBS
- Canada : 26 mai 2017 sur Global
- Suisse : 2 novembre 2017 sur RTS Un
- Québec : 15 février 2018 sur Séries+
- France : 29 avril 2018 sur Téva

- États-Unis : 7,44 millions de téléspectateurs[40] (première diffusion)

- Kevin Rahm (Michael « Mike B » Barnow)
- Chris Petrovski (Dmitri Petrov)
- Tony Plana (Amiral Ed Parker)
- Clifton Davis (Ephraim Ware)
- Mandy Gonzalez (Lucy Knox)
- Yasen Peyankov (Konstantin Avdonin, Ministre russe des affaires étrangères)
- Carole Raphaelle Davis (Monique Beauvais, Ministre française des affaires étrangères)
- Deirdre O'Connell (Audrey Stewart)
- Nickolai Stoilov (Ministre Estonien Kuusik)
- Sam Breslin Wright (Dylan Laren)
- Christine Garver (Molly Reid)
- Francis Dumaurier (Président Leon Perrin)
- Zenon Zeleniuch (Général Vladimir Doroshevich)
- Richard Bekins (Senateur Raymond Caruthers)
- Ivo Nandi (Oleg Gruzinsky)
- John Pirkis (Secrétaire Général de l'ONU)
- Carol Shultz (Ministre polonais)
- Frank Van Putten (Ministre néerlandais)
- Duarte Geraldino (Journaliste)
- Cat Andersen (Journaliste)
- Thomas Schall (Général Seth Cullen)
- Edward Furs (Ministre bulgare Arsov)
- Mario Corry (Ministre italien)
- Felipe Gorostiza (Ministre espagnol)